# Trinculo (satelit)
Trinculo /trin'ku.lo/ este un satelit neregulat retrograd al lui Uranus. A fost descoperit de un grup de astronomi condus de Holman, et al. pe 13 august 2001, și a primit denumirea temporară S/2001 U 1. 
Confirmat ca Uranus XXI, a fost numit după bufonul beat Trinculo din piesa Furtuna a lui William Shakespeare. Trinculo este cel mai mic dintre cei 27 de sateliți ai lui Uranus, are aproximativ 18 km lățime și are aproximativ dimensiunea insulei Manhattan.

Animație a orbitei lui Trinculo în jurul lui Uranus.
Uranus·
Sycorax·
Francisco·
Caliban·
Stephano·
Trinculo